# Eaton Corporation
Eaton es una compañía de gestión de energía. Eaton adquirió Cooper Industries plc en noviembre de 2012. Los ingresos en 2012 de las compañías combinadas fueron de US$21 800 000 000 (equivalente a $28 931 845 195 en 2023) en una base proforma. Eaton contaba con aproximadamente 92 000 empleados hasta diciembre de 2022 y vende sus productos a clientes en más de 175 países, tales como: baterías recargables, cargadores eléctricos, entre otros más.

## Empresas relacionadas
- Aphel Technologies
- Argo-Tech
- Arrow Hose & Tubing
- Automotive
- Babco
- Begerow
- Bill
- Boston
- Centurion
- Char-Lynn
- Cooper
- Senyuan
- Cutler-Hammer
- Durant
- Eaton
- Elek
- FHF Funke + Huster Fernsig
- Fuller
- Golf Pride
- Holec
- Hydro-Line
- Internormen
- Marina Power & Lighting
- MEM
- MGE Office Protection Systems
- Moeller GmbH
- Phoenixtec
- Pigozzi
- Powerware
- Pringle
- Polimer Kaucuk
- Pulizzi
- Roadranger
- Ronningen-Petter
- Senyuan
- Stanley
- Synflex
- Tractech
- Vickers
- Walterscheid
- Weatherhead